# Monika Peetz
Monika Peetz (1963) è una scrittrice e sceneggiatrice tedesca.

## Biografia
Ha studiato letteratura tedesca, scienze della comunicazione e filosofia presso l'Università di Monaco di Baviera. Ha lavorato successivamente in un'agenzia pubblicitaria e per una casa editrice. Dal 1990 al 1998 ha lavorato presso l'emittente radio televisiva pubblica Bayerischer Rundfunk come autrice e redattrice. È stata responsabile di scena delle serie televisive Tatort e Polizeiruf 110 e per varie produzioni cinematografiche. Dal 1998 è sceneggiattrice in Germania e nei Paesi Bassi.
Nel 2010 ha pubblicato il suo primo romanzo La quinta costellazione del cuore (in tedesco: Die Dienstagsfrauen) e nel 2012 il suo seguito Un dolce segreto di primavera (in tedesco: Sieben Tage ohne) entrambi pubblicati in Italia da Garzanti per la traduzione di Lucia Ferrantini.

## Opere
- Monika Peetz, La città invisibile, traduzione di Gabriella Pandolfo, Milano, Corbaccio, 2019  [2019], ISBN 9788867006069.
- Monika Peetz, La notte delle civette, traduzione di Gabriella Pandolfo, Milano, Corbaccio, 2020 [2020], ISBN 9788867006151